# جيسون ويليامز
جيسون ويليامز (بالإنجليزية: Jayson Williams)‏ مواليد 22 فبراير 1968 في كارولاينا الجنوبية، هو لاعب كرة سلة أمريكي سابق بدأ مسيرته الاحترافية في سنة 1990 وحمل الرقم 55. يبلغ طوله 6 قدم 10 بوصة (2.1 م). لعب في الرابطة الوطنية لكرة السلة واعتزل اللعب في 2005.

## روابط خارجية
- جيسون ويليامز على موقع IMDb (الإنجليزية)
- جيسون ويليامز على موقع إن إن دي بي (الإنجليزية)
- جيسون ويليامز على موقع قاعدة بيانات الفيلم (الإنجليزية)
- جيسون ويليامز على موقع إن بي أي (الإنجليزية)
- جيسون ويليامز على موقع سبورتس رفرنس (الإنجليزية)
- جيسون ويليامز على موقع كرة السلة الأوروبية.كوم (الإنجليزية)
- جيسون ويليامز على موقع كلية كرة السلة في سبورتس رفرنس.كوم (الإنجليزية)
- جيسون ويليامز على موقع ريلجم (الإنجليزية)
- جيسون ويليامز على موقع بروبوليرز (الإنجليزية)